# 相栗峠
相栗峠（あいぐりとうげ）は、徳島県美馬市美馬町と香川県高松市塩江町の境界にある徳島県道・香川県道7号美馬塩江線の峠。標高約580m。

## 地理
徳島県美馬市美馬町清田と香川県高松市塩江町上西甲の境にある峠。美馬市脇町平帽子とも接している。峠道は讃岐山脈の山稜を切通しにした標高約580mの地点を、現在は徳島県道・香川県道7号美馬塩江線が通っている。
かつては香川県の水田地帯へ多数の農耕用の牛が、延々連なってこの峠を越えて行き来した。現在も脇町北方の清水越以西の阿讃を結ぶ主要交通路のひとつとして、自動車の交通が多い。